# Herrerías
Herrerías es un municipio de la comunidad autónoma de Cantabria (España). Está situado en la costa occidental de la región aunque no tiene litoral, y dentro de la cuenca del río Nansa. Su nombre proviene de las ferrerías que había en este término. Este municipio es rico en cuevas y posee una de extraordinario valor: la cueva de El Soplao, compartida con los vecinos municipios de Rionansa y Valdáliga. Pertenece a la comarca de Saja-Nansa y al partido judicial de San Vicente de la Barquera.

## Geografía
Se trata de un municipio de pequeña extensión: 40,3 kilómetros cuadrados, en la parte baja del valle del Nansa, río que lo recorre y cuya fuerza se aprovechó en el pasado para ferrerías y molinos. Está cerca de la costa occidental de Cantabria, si bien carece de litoral.
Limita al norte con los municipios de Val de San Vicente y San Vicente de la Barquera, al sur con Lamasón y Rionansa, al este con Valdáliga y al oeste con Peñamellera Baja (Principado de Asturias).

### Naturaleza
La orografía de este municipio es de macizos calizos cuya altitud máxima ronda los 600 m s. n. m. Su principal accidente geográfico es la Sierra del Escudo de Cabuérniga. Entre Puente el Arrudo y Treceño, en la vecina Valdáliga, hay una carretera que supera el Alto de la Rehoya o collado de Bielva, de 336 m. Hacia el norte, por la carretera que se dirige a Pesués, existe un mirador, llamado «del Poeta», que permite vistas panorámicas sobre la cuenca baja del Nansa y la vecina Peñamellera (Asturias).
Pasa por este municipio el río Nansa, uno de los principales de Cantabria, que nace en Polaciones y desemboca en Tinamenor. Hay dos cotos salmoneros: Los Olivos y Béjar. Uno de los afluentes del Nansa es el Tanea; allí donde se unen hay un embalse, el de Palombera (1949), que produce energía hidroeléctrica.
A lo largo de estas corrientes de agua surge el bosque de ribera, que coexiste en Herrerías con encinares y plantaciones de repoblación para su explotación industrial (pinos y eucaliptos). Hay un árbol singular: la «Encinona de Cabanzón». También se encuentran praderías.
Este municipio forma parte de la Reserva del Saja, encontrándose aquí el lote de caza mayor llamado Cuesta el Táladro. En la reserva se encuentra representada fauna ibérica de la Cordillera Cantábrica.
Cerca de Rábago, en el alto de La Florida, se localiza la Cueva del Soplao, declarada Bien de Interés Cultural, con categoría de Lugar Natural en 2005. Se trata de una cueva única dotada de un aspecto especialmente singular gracias al aprovechamiento de algunas galerías para la explotación de una mina de galena (plomo) y blenda (zinc). Aunque su desarrollo sólo afecta al subsuelo de Valdáliga y Rionansa, por proximidad y vinculación también se incluyen terrenos de Herrerías en el entorno de la cavidad.

## Historia
Se cree que este territorio estuvo habitado desde la Prehistoria, a partir del Paleolítico Superior, según los restos que se han hallado en municipios limítrofes. En cuanto a los cántabros que ocuparon la región, se considera que pertenecerían a la gens de los concanos. En tiempo de los romanos, una vía de acceso al litoral cántabro, concretamente a San Vicente de la Barquera, sería, desde Liébana, a través del collado de Pasanéu hasta el valle del Nansa y por tanto pasando por Herrerías.
En la Edad Media formó parte de la Merindad de las Asturias de Santillana. La primera mención a una localidad de este municipio data del año 951, en que un documento referido al Monasterio de San Martín de Turieno se habla de una donación en Camilianes, esto es, Camijanes. Otras poblaciones aparecen en documentos medievales: Bielva, Cabanzón, Cades y Casamaría. En esta época comenzaron a desarrollarse en la zona las ferrerías que utilizaban la fuerza motriz del río Nansa para mover los martillos pilones, y de esta actividad derivó el nombre del municipio. Las poblaciones de Herrerías fueron de behetría, según el Libro de las Merindades de Castilla (1351), tomando algunas de ellas señores libremente.
El primer ayuntamiento constitucional de Herrerías se formó durante el Trienio Liberal, con las localidades de Cades, Casamaría, Camijanes y Rábago. Cabanzón y Bielva se integraron en el de Val de San Vicente hasta 1835, en que pasaron a Herrerías.

## Demografía
Herrerías cuenta con una población de 581 habitantes (INE 2024).
| Gráfica de evolución demográfica de Herrerías entre 1842 y 2021                                                     |
| |
| Población de derecho según los censos de población del INE Población de hecho según los censos de población del INE |

### Población por núcleos

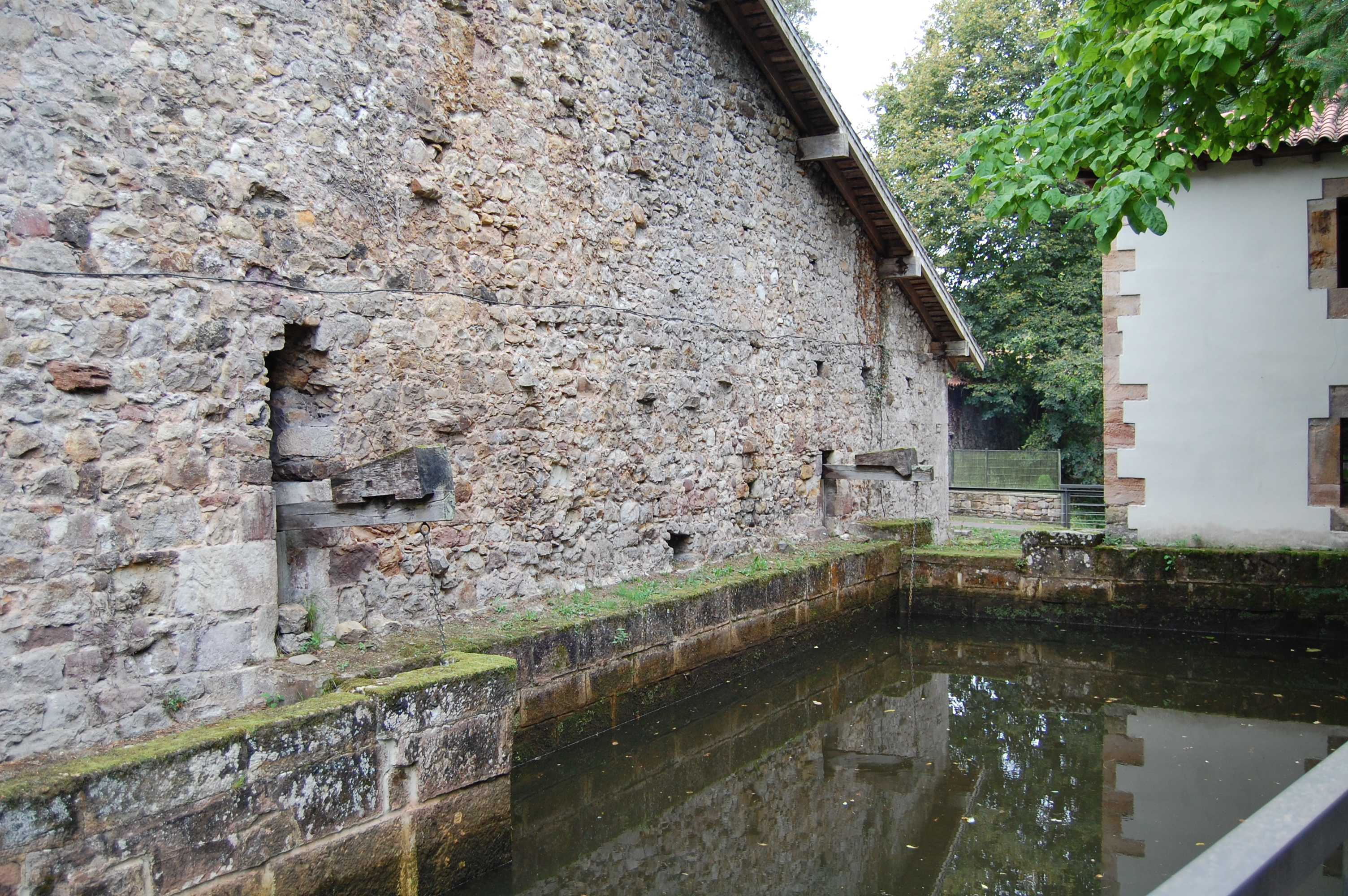
Edificio de la antigua ferrería de la localidad de Cades

Desglose de población según el Padrón Continuo por Unidad Poblacional del INE.
| Núcleos          | Habitantes (2024) | Varones | Mujeres |
| ---------------- | ----------------- | ------- | ------- |
| Bielva           | 207               | 115     | 92      |
| Cabanzón         | 107               | 57      | 50      |
| Cades            | 68                | 40      | 28      |
| Camijanes        | 89                | 47      | 42      |
| Casamaría        | 55                | 32      | 23      |
| Puente el Arrudo | 9                 | 5       | 4       |
| Rábago           | 46                | 30      | 16      |

## Economía
La población económicamente activa del municipio se reparte, en proporción prácticamente idéntica, entre el sector secundario (36,8 %), el terciario (35,2 %) y el primario (28,1 %).

### Evolución de la deuda viva
El concepto de deuda viva contempla sólo las deudas con cajas y bancos relativas a créditos financieros, valores de renta fija y préstamos o créditos transferidos a terceros, excluyéndose, por tanto, la deuda comercial. La deuda viva municipal por habitante en 2014 ascendía a 0 €.
| Gráfica de evolución de la deuda viva del Ayuntamiento entre 2008 y 2023                            |
| |
| Deuda viva del Ayuntamiento de Herrerías, en miles de euros, según datos del Ministerio de Hacienda |

## Administración y política

### Gobierno municipal
Ramón Cuesta (PRC) es el actual alcalde del municipio 
| Partido político                         | 2023  | 2023  | 2023       | 2019  | 2019  | 2019       | 2015  | 2015  | 2015       | 2011  | 2011  | 2011       | 2007  | 2007  | 2007       | 2003  | 2003  | 2003       |
| Partido político                         | Votos | %     | Concejales | Votos | %     | Concejales | Votos | %     | Concejales | Votos | %     | Concejales | Votos | %     | Concejales | Votos | %     | Concejales |
| Partido Regionalista de Cantabria (PRC)  | 233   | 50,43 | 4          | 251   | 57,56 | 4          | 276   | 57,26 | 5          | 313   | 59,73 | 5          | 357   | 64,21 | 5          | 382   | 64,42 | 5          |
| Partido Popular (PP)                     | 161   | 34,84 | 2          | 73    | 16,74 | 1          | 101   | 20,95 | 1          | 103   | 19,66 | 1          | 97    | 17,45 | 1          | 168   | 28,33 | 2          |
| Partido Socialista Obrero Español (PSOE) | 65    | 14,06 | 1          | 107   | 24,54 | 2          | 81    | 16,80 | 1          | 101   | 19,27 | 1          | 99    | 17,81 | 1          | 41    | 6,91  | 0          |

### Organización territorial

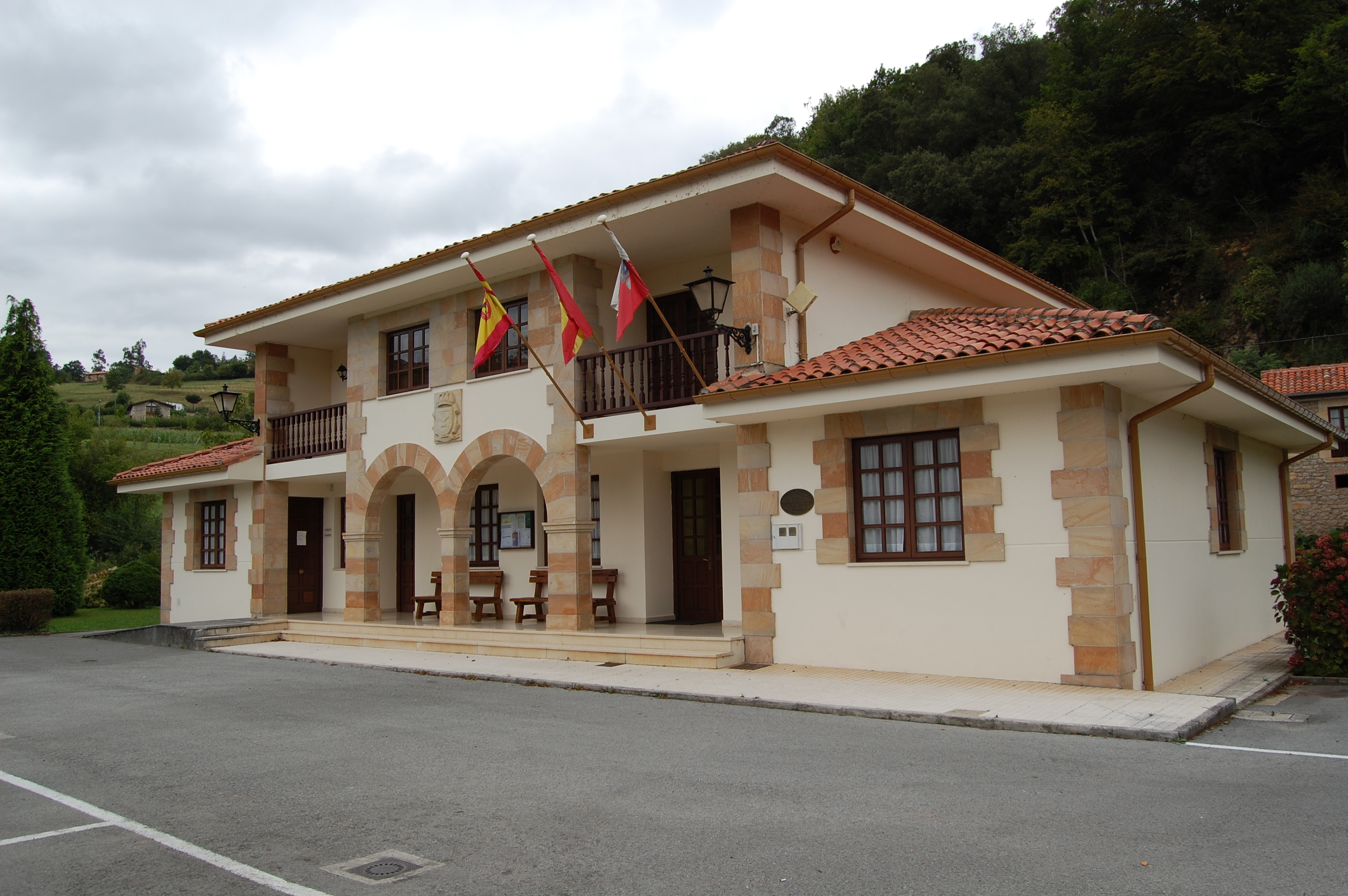
Ayuntamiento de Herrerías, sito en Puente El Arrudo

Sus 581 habitantes (INE, 2024), se distribuyen en:
- Bielva (capital), 207 hab.
- Cabanzón, 107 hab, 72 en Cabanzón y 35 en el barrio de Otero
- Cades, 68 hab.
- Camijanes, 89 hab, 49 en Camijanes y 40 en El Collado
- Casamaría, 55 hab.
- Puente El Arrudo, 9 hab.
- Rábago, 46 hab.

## Cultura

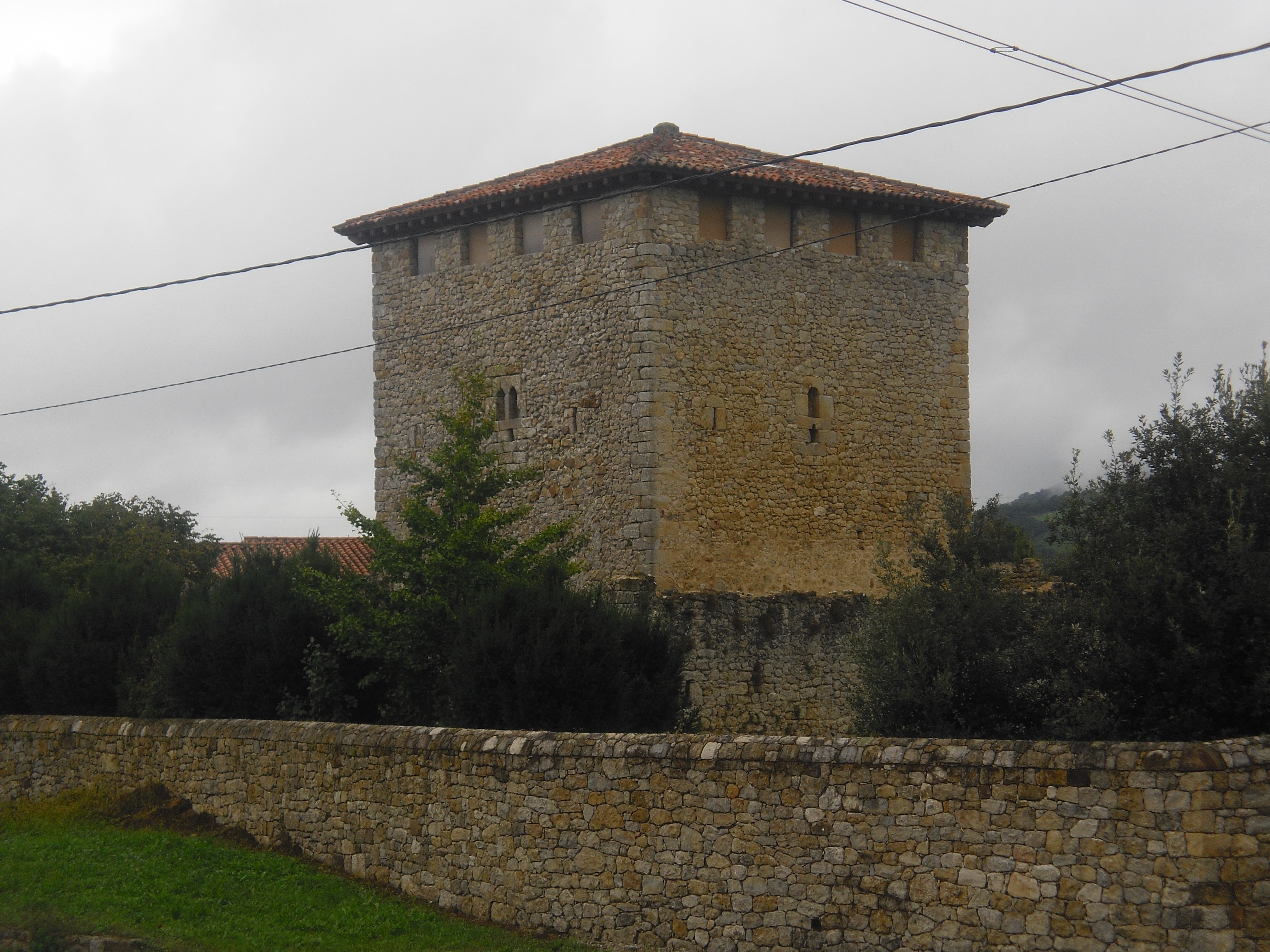
Torre de Cabanzón

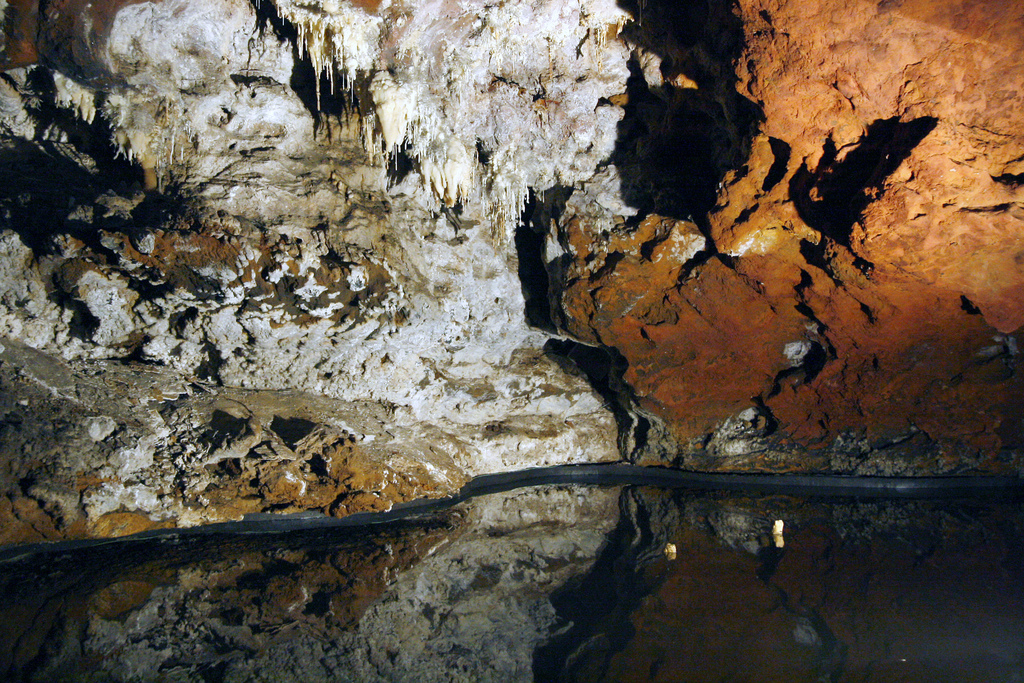
Cueva de El Soplao

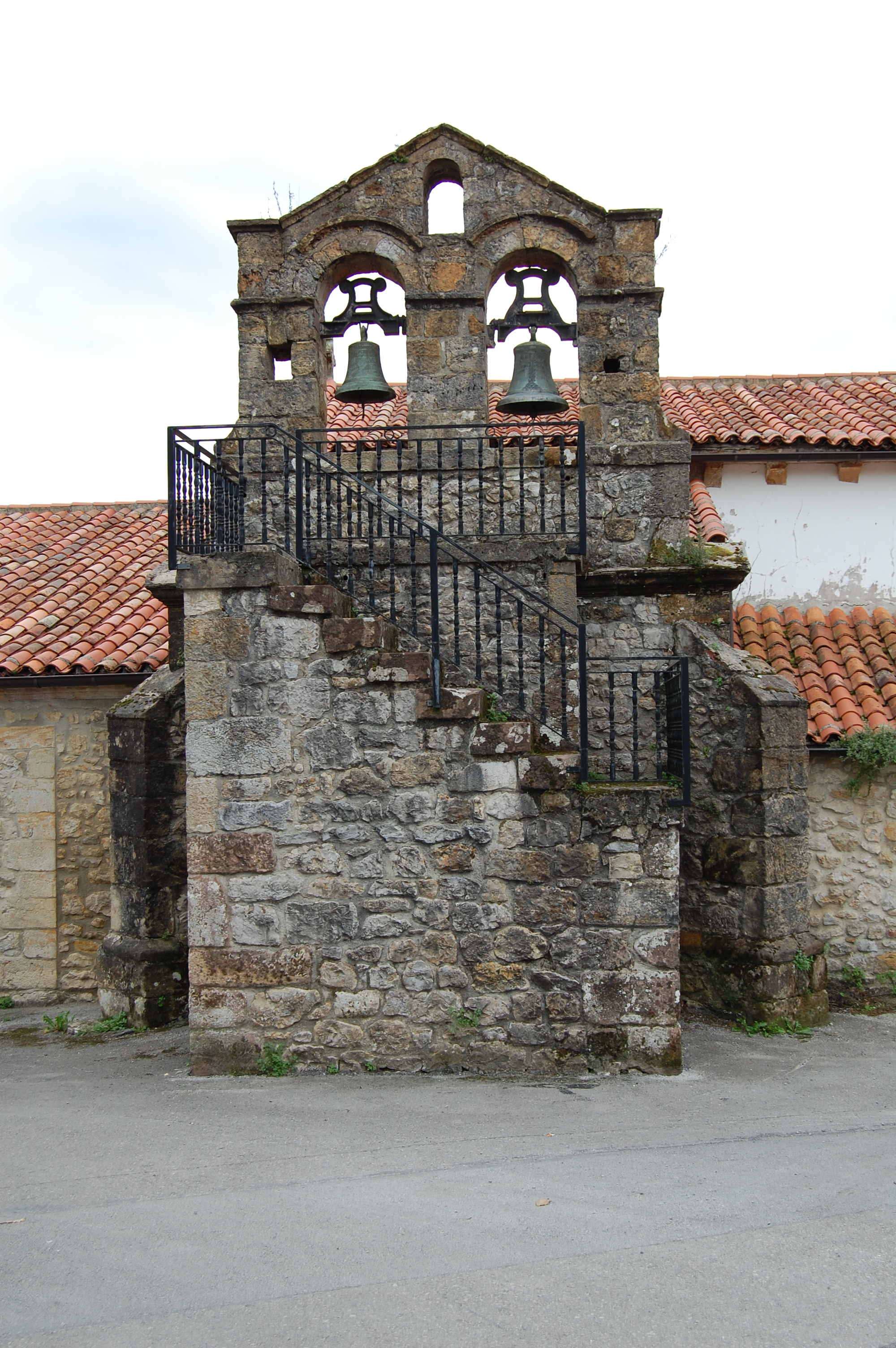
Iglesia de Nuestra Señora de la Asunción, en Bielva

### Patrimonio
Este municipio cuenta con un Bien de Interés Cultural, en la categoría de monumento: la Torre de Cabanzón. Además, por aquí pasa otro BIC, el Camino Lebaniego, que enlaza el Camino de Santiago de la Costa con el Camino Francés (resolución de 15 de febrero de 2007).
También es de interés la Panera de Cades, hórreo que tiene incoado expediente de declaración como BIC desde 2003. Junto a ella se encuentra una ferrería rehabilitada en el año 2000, y abierta al público como centro de interpretación.
En general, todas las localidades tienen conjuntos urbanos que conservan la tipología constructiva tradicional cántabra, con casas de pequeño tamaño, en hilera, separadas entre sí por medio de hastiales o muros cortafuegos de piedra, y con solana corrida de uno a otro muro.

### Fiestas
- Semana Santa, la «quema del Judas»
- Corpus Christi, en Rábago
- 24 de junio, San Juan, en Cades
- 3 de julio, Virgen de la Luz, en Otero, Cabanzón
- 22 de julio, La Magdalena, en Cabanzón
- 31 de julio, San Ignacio de Loyola, en Rábago
- 9 de agosto, San Román, en Camijanes
- Primer fin de semana de septiembre, Virgen de Loreto, en Casamaría, con la llamada «Fiesta del Ramu»
- 14 de septiembre, Cristo de los Remedios, en Bielva

## Personas destacadas
- Gregorio Molleda, religioso del siglo XVIII, nacido en Casamaría
- Rogelio González Vinoles (1896–1960), destacado jugador de bolos del siglo XX, conocido con el mote de El Zurdo de Bielva